# Hidda
Hidda, urkundlich auch Hitta genannt, (* um 885 in Ostfalen; † 969 oder 970 in Jerusalem) war eine ostfälische Gräfin und frühmittelalterliche Jerusalem-Pilgerin.

## Herkunft
Hidda war die Tochter des ostfälischen Grafen Thietmar († 1. Juni 932) und der Hildegard. Donald C. Jackman hält Hildegard für eine Tochter Glismuts und damit eine Schwester König Konrads I. Hidda wäre nach ihrer Mutter benannt, denn bei dem Namen handelt es sich um die zeitgenössische Koseform der mit Hild- beginnenden Frauennamen, bei Hildegard abgeleitet von ahd. hiltja = Kampf und ahd. gard = Hort, Schutz. Hidda hatte zwei Brüder, Siegfried von Merseburg († 1. Juni 937), den späteren Legaten, und Gero († 20. Mai 965), den späteren Markgrafen.

## Leben
Nach 900 wurde ihr erster Sohn Gero von ihrem Gemahl Christian geboren, so dass eine bereits zu dieser Zeit bestehende Ehe anzunehmen ist. Christian war vermutlich ein Billunger und schon damals mit Nienburg (Saale) an der Grenze des Nordthüringgaus zum Schwabengau begütert.
Im Jahre 906 verschwägerten sich Hiddas Familie und die Liudolfinger durch die Heirat Heinrichs (des späteren Königs Heinrich I.) mit Hiddas Cousine Hatheburg von Merseburg. Hiddas Vater Thietmar war als ehemaliger Erzieher Heinrichs zu dessen Ratgeber auserkoren worden.
Um das Jahr 920 wurde ihr ein zweiter Sohn Thietmar geboren, der das Erwachsenenalter erreichte. Über dazwischen geborene weitere Söhne, die jung gestorben sein sollen, oder über Töchter, welche in andere Adelsgeschlechter einheirateten, ist in der Forschungsgeschichte viel spekuliert wurden, ohne dass jemals ein eindeutiger Beleg erbracht werden konnte.
932 starb ihr Vater, wobei die Grafschaft des Nordthüringgaus an ihren Bruder Gero geht. Nach dem Tode ihres Bruders Siegfried 937 folgte Gero diesem als Markgraf nach und überließ ihrem Gatten Christian den Nordthüringgau, der nunmehr im Altsiedelland der Sachsen weit jenseits der neuen Ostgrenze liegt. Bei dieser Gelegenheit wurde Christian auch Graf im Schwabengau genannt, wo er in die Rechte der den Liudolfingern zunächst unterlegenen suebischen Grafen eingetreten war. Schon 944 übertrug Christian die Grafschaft im Nordthüringgau an seinen damals noch sehr jungen Zweitgeborenen Thietmar, da sich sein Erstgeborener Gero für die Klerikerlaufbahn entschieden hatte und es dabei auch bis zum bedeutenden Amt des Erzbischofs von Köln brachte. Zu Christians Grafschaft im Schwabengau kam 945 auch noch die des benachbarten Gaues Serimunt hinzu, nachdem auch dort die angestammten suebischen Grafen zunächst verdrängt werden konnten.
950 starb ihr Gatte Christian und wurde vermutlich in dem um 869/870 gegründeten ehemaligen Reichsstift Ludwigs des Deutschen zu Frose im Schwabengau beigesetzt. Dieses Stift war kurz vor 950 von ihrem Bruder Gero erneuert worden. Das Kloster Nienburg existierte erst ab 975.
959 starb ihr Neffe Siegfried, Geros letzter Sohn, kinderlos. Zuvor war schon Geros anderer Sohn, der Diakon Gero, ebenfalls kinderlos gestorben. Da dies ein Aussterben der Linie des mächtigen Markgrafen bedeutete, kam es zur Gründung des Memorial-Stiftes Gernrode, dem auch das Kloster Frose unterstellt wurde. Bereits im ersten Bau der Gernroder Stiftskirche gab es eine Heilig-Grab-Nische (später zu dem berühmten Heiligen Grab ausgebaut). Hier wurde der Wunsch des Stifters Gero deutlich, möglichst nahe am Heiligen Grab bestattet zu werden, um so am Tod und an der Auferstehung Jesu Christi teilzuhaben. Gero hatte zwar zwei Pilgerfahrten nach Rom unternommen, aber keine in das Heilige Land.
Aus demselben zeittypischen Impuls heraus unternahm Hidda nach dem Tod ihres jüngsten Bruders 965 eine Pilgerreise nach Jerusalem, wo sie 969 oder 970 erkrankte und verstarb. Ihr frommer Wunsch, möglichst nahe bei Christus begraben zu werden, ging so ganz real in Erfüllung. Sie wies ihre Begleiterinnen an, nach ihrer Beerdigung Jerusalem möglichst schnell zu verlassen, das auch nicht lange darauf von den Fatimiden unter Brandschatzung auch des Heiligen Grabes erobert wurde (979). Außerdem wünschte sie, dass ihr Sohn Gero ihr in der Kölner Klosterkirche St. Cäcilien einen Altar zum Gedächtnis errichten solle. Damals war Bereswinta Äbtissin (962–982) des Damenstiftes, eine Tochter des bereits 936 verstorbenen Königs Heinrich. Erst 965 hatte Bereswintas Bruder Erzbischof Brun diesem Stift 50 Pfund Silber zur Vollendung des Kirchenbaues vermacht, sodass die Kirche mit neuer Krypta als eine gute Basis für eine Memorialstätte erschien. Diese ottonische Stiftskirche wurde jedoch im 12. Jahrhundert durch einen staufischen Neubau ersetzt, sodass der Altar Hiddas seither nicht mehr erhalten ist.
Dieter Riemer und Ulrich Kuder sehen in Hidda die Stifterin des Hitda-Codex, danach hat Gero diese Stiftung seiner Mutter posthum umgesetzt.

## Nachkommen
Ihr Sohn Gero stiftete um 969 den Gero-Codex und wurde im gleichen Jahr zum Erzbischof von Köln gewählt (970 durch den Kaiser Otto I. bestätigt). Es ist unwahrscheinlich, dass Hidda hiervon noch erfahren hat. Gero verstarb am 28. Juni 976 im Ruf der Heiligkeit und wurde im Kölner Dom beigesetzt, wo er um 1260 sogar eine Grabtumba in der Stephanskapelle erhielt. Sein Festtag als katholischer Heiliger ist der 29. Juni.
Ihr Sohn Thietmar wurde auf Grund seiner Machtfülle in mehreren Grafschaften nach dem Tode des Markgrafen Geros 965 Markgraf eines Teilgebietes seines Onkels, der Nordmark. 970 gelang ihm noch der Erwerb der Grafschaft im Gau Serimunt, 976 sogar noch der Markgrafschaften Meißen und Merseburg. Diese vielen und hohen Ämter, die ihn zum Haupterben Geros machten, konnte er nicht lange ausüben, denn er verstarb kurz darauf im Jahre 978 und wurde in der Klosterkirche Nienburg begraben. Erst drei Jahre zuvor hatte er zusammen mit seinem Bruder, dem Erzbischof Gero von Köln, das Kloster von Thankmarsfelde im Harz dorthin verlegt. Nur Teile seiner umfangreichen Besitzungen gingen an seinen einzigen Sohn Gero, die Markgrafschaften dagegen wieder an den Ekkehardiner Gunther von Merseburg. 993 konnte Gero wenigstens Markgraf der Mark Lausitz werden.

## Nachwirkung
Nach Hidda wurde eine um 970 geborene Tochter des Lausitzer Markgrafen Hodo I., eines engen Verwandten des Markgrafen Gero, benannt.
Mit dem kinderlosen Markgrafen (der Lausitz) Hodo II., ihres einzigen männlichen Ururenkels, starb kurz nach 1032 ihre Linie im Mannesstamm aus, worauf die genuin suebischen Wettiner zunächst dessen Markgrafschaft und 1089 auch die wichtige Markgrafschaft Meißen erwarben. Dieses Geschlecht stellte in der Folge die sächsischen Kurfürsten und Könige bis 1918.
Der Schwabengau und der Gau Serimunt entwickelten sich zum Stammland der genuin suebischen Askanier, welche in der Folge das Fürstentum Anhalt (bis 1918), die Markgrafschaft Brandenburg (bis 1320) und das Herzogtum Sachsen (bis 1423) besaßen.
Die mit Hiddas Familie verschwägerten einst so mächtigen sächsischen Adelsgeschlechter der Liudolfinger (Ottonen) und der Billunger starben bereits 1024 (Ottonen) bzw. dann 1106 (Billunger) im Mannesstamme aus.
In Mönchengladbach ist heute neben dem nach ihrem Sohn Gero Erzbischof von Köln benannten Geropark und -weiher die den Park begrenzende „Hittastraße“ nach ihr benannt.